# Όrοs Ίdi (Vοrizia, Geranοi, Kali Madara)
Όrοs Ίdi (Vοrizia, Geranοi, Kali Madara) este o arie protejată (arie specială de conservare — SAC, sit de importanță comunitară — SCI) din Grecia întinsă pe o suprafață de 40.822,39 ha, integral pe uscat.

## Localizare
Centrul sitului Όrοs Ίdi (Vοrizia, Geranοi, Kali Madara) este situat la coordonatele 35°14′01″N 24°50′05″E / 35.233698°N 24.834837°E.

## Înființare
Situl Όrοs Ίdi (Vοrizia, Geranοi, Kali Madara) a fost declarat sit de importanță comunitară în august 1996 pentru a proteja 4 specii de plante și 1 specie de animale. Situl a fost protejat și ca arie specială de conservare în martie 2011.

## Biodiversitate
Situată în ecoregiunea mediteraneană, aria protejată conține 14 habitate naturale: Râuri mediteraneene cu debit intermitent, cu specii de Paspalo-Agrostidion, Lande oro-mediteraneene cu formațiuni endemice de grozamă, Sarcopoterium spinosum phryganas, Phrygana endemică cu Euphorbio-Verbascion, Pseudostepă cu ierburi și specii anuale de Thero-Brachypodietea, Grohotișuri est-mediteraneene, Pante stâncoase calcaroase cu vegetație casmofită, Peșteri inaccesibile publicului, Păduri de Cupressus (Acero-Cupression), Păduri de Platanus orientalis și Liquidambar orientalis (Platanion orientalis), Galerii și tufărișuri riverane sudice (Nerio-Tamaricetea și Securinegion tinctoriae), Păduri de Olea și Ceratonia, Păduri de Quercus ilex și Quercus rotundifolia, Păduri de pin mediteraneene cu pini mezogeni endemici.
La baza desemnării sitului se află mai multe specii protejate:
- plante (4): Cephalanthera cucullata, Crepis pusilla, Origanum dictamnus, Zelkova abelicea
- reptile (1): elaphe situla (Zamenis situla)

Pe lângă speciile protejate, pe teritoriul sitului au mai fost identificate 46 de specii de plante, 3 specii de amfibieni, 10 specii de mamifere, 6 specii de reptile.